# 奧列什尼克

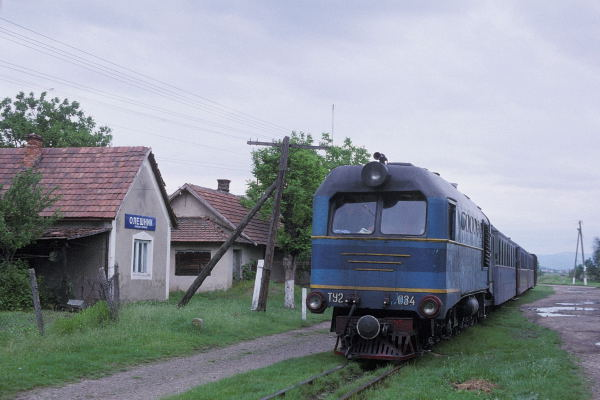

奧列什尼克（烏克蘭語：Олешник），是烏克蘭西部的村莊，隸屬外喀爾巴阡州的貝雷霍韋區。該村始建於1284年，面積6,000平方公里，海拔高度124米，2001年人口15,870，人口密度每平方公里520人。
48°10′0″N 22°57′36″E / 48.16667°N 22.96000°E